# Miloš Raban

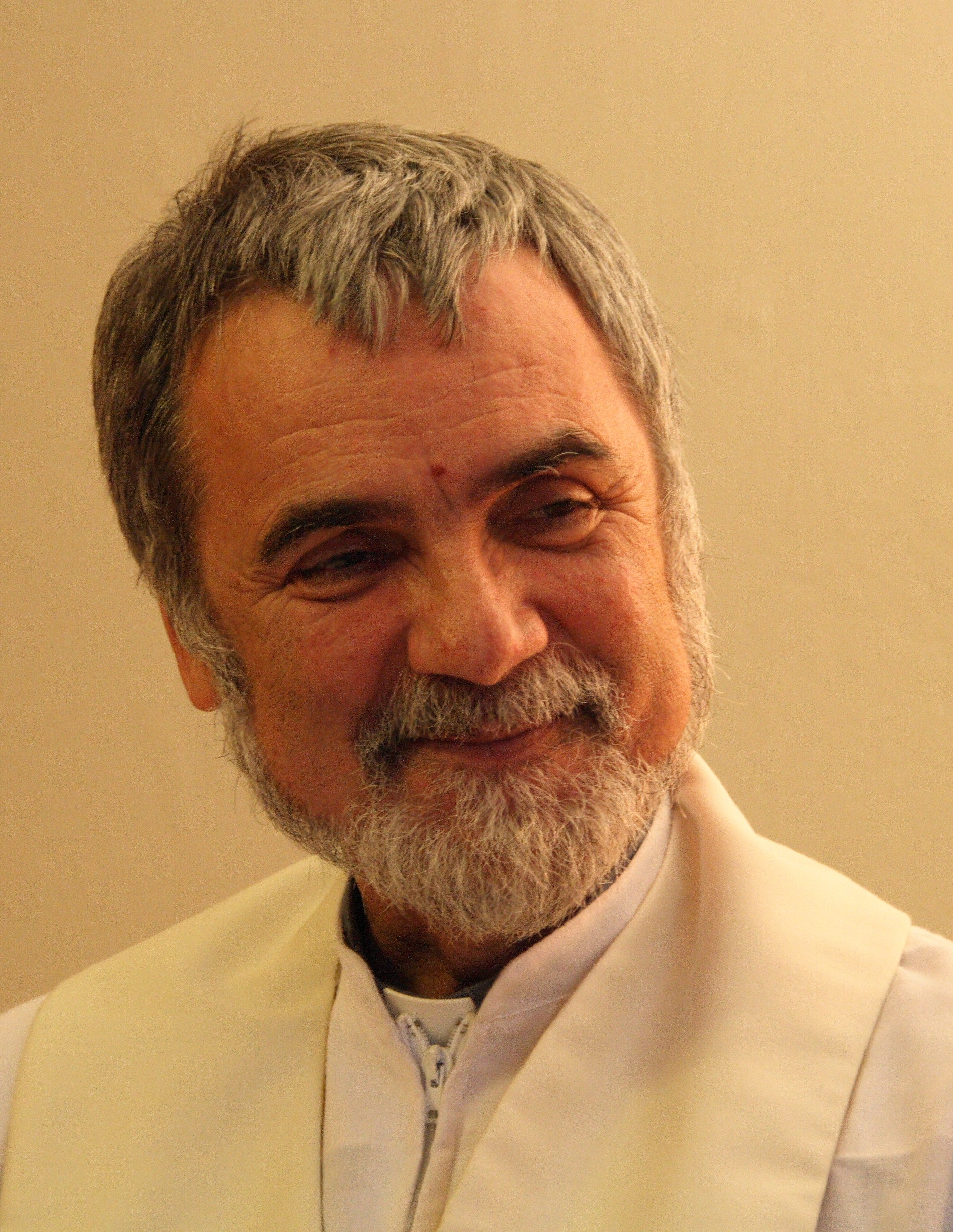
Miloš Raban

Miloš Raban (* 20. Juni 1948 in Údol Svatého Kryštofa; † 7. Januar 2011 in Liberec) war ein tschechischer, römisch-katholischer Priester, Pädagoge, Theologe und Dekan an der Pädagogischen Fakultät der Technischen Universität in Liberec.

## Leben
Raban war der älteste Sohn von den drei Kindern seiner Eltern, die in der Forstwirtschaft tätig waren. Das Abitur schloss er am Gymnasium in Jičín ab und studierte Technische Systementwicklung an der Technischen Universität in Prag. Anschließend heiratete er und wurde Vater von zwei Kindern. Bis 1977 arbeitete er im Forschungsinstitut für Arbeitsschutz. In demselben Jahr hatte er eine Geschäftsreise nach Wien, von dem er sich absetzte und nicht wieder in die Tschechoslowakei zurückkehrte. In dieser Zeit fand er zum christlichen Glauben und beschloss, Theologie im Ausland zu studieren, weil das damals in der Tschechoslowakei rechtlich nicht möglich gewesen wäre. Noch in dem Jahr seiner Flucht, ging er anschließend auf die Empfehlung von Kardinal František Tomášek nach Italien. Er studierte dort Theologie und Philosophie, zunächst an der Päpstlichen Lateranuniversität und promovierte anschließend an der Päpstlichen Universität Gregoriana.

Zu dem Psychiater und Philosoph Viktor Frankl, den er in Wien öfters besuchte, hielt er einen persönlichen Kontakt für seine wissenschaftliche Tätigkeit. Raban schrieb 1989 auf Grundlage von Frankls Forschungen seine Dissertation über Philosophie und Methodik eines spirituellen Weg zu Gott (Die geistige Dimension der Psychologie Viktor E. Frankls).

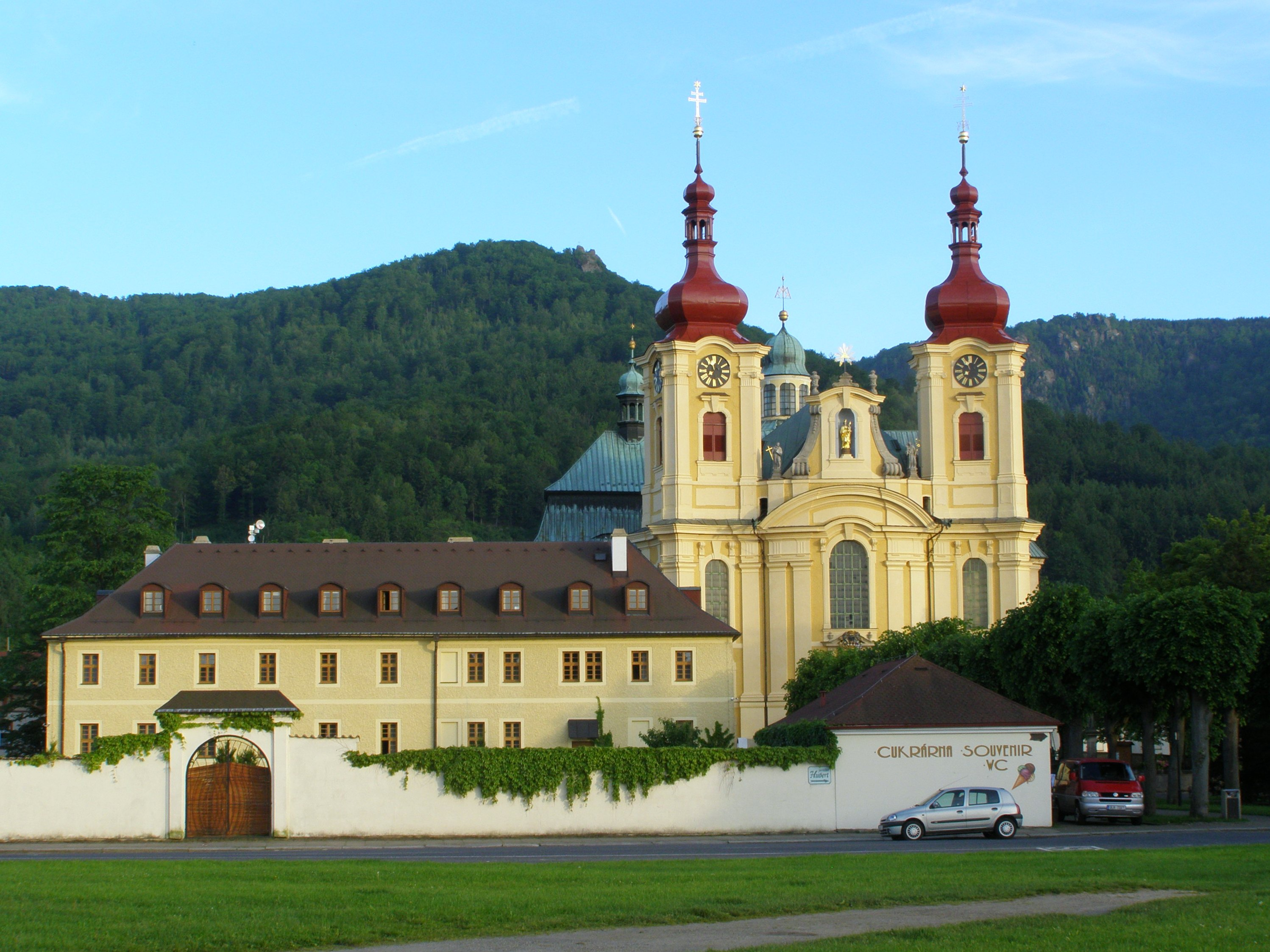
Wallfahrtskirche und ehemaliges Kloster in Hejnice

Aufgrund einer außerordentlichen päpstlichen Erlaubnis von Johannes Paul II., bekam er einen Dispens, dass ihm vom Zölibat befreite. Raban wurde am 9. November 1985 in der Basilika Santa Maria Maggiore in Rom zum Priester geweiht und für die Diözese Litoměřice bestimmt. In den Jahren 1985 bis 1990 war er Priester in Frankfurt am Main tätig. Vom Bischof Josef Koukl wurde er 1990 gebeten, in seine Geburtsdiözese zurückzukehren. In seiner Freizeit kletterte er in dieser Zeit im Böhmischen Paradies am Prachauer Felsen in seiner Heimat. Des Weiteren bestieg er auch mehrere Berge und Alpengipfel in Deutschland und Europa, darunter das Matterhorn sowie den Mont Blanc. Zum Bergsteigen bereiste er auch mehrere Klettergebiete in der ganzen Welt, so unter anderem in die USA, Philippinen und nach Brasilien.
Vom September 1990 bis zu seinem Tod war er in Raspenava und in Hejnice tätig.
Dank seines Einsatzes und Bestrebens gelang es das ehemalige Franziskanerkloster in Haindorf zu sanieren und Anfang 2001 das Internationale Zentrum der geistlichen Erneuerung, dessen Leiter er war, zu eröffnen.
Seit 1995 war er an der Technischen Universität in Liberec tätig. In den Jahren 2005 bis 2008 bekleidete er das Amt des Dekans an der Fakultät für Naturwissenschaft, Sozialwesen und Pädagogik. Zugleich lehrte er an der Universität in Hradec Králové.
Für viele Jahre war er Vorsitzender der Tschechischen Gesellschaft für katholische Theologie. In den Jahren 1996 bis 2003 war er als Sekretär der Plenarversammlung der katholischen Kirche in der Tschechischen Republik tätig. Außerdem war er ein langjähriges Mitglied des „Militärischen und Hospitalischen Ordens des Heiligen Lazarus von Jerusalem“. Im Rahmen seiner Diözese, des Bistums Leitmeritz war er viele Jahre als Bischofsvikar für Kirchenschulwesen und Ausbildung, als Mitglied des Priesterrates und des Konsultorenkollegiums tätig.
Nach seinem Tod wurde er in der Klosterkirche Maria Heimsuchung (Chrám Navštívení Panny Marie) in Hejnice beigesetzt.

## Bibliografie
- Die geistige Dimension der Psychologie Viktor E. Frankls, Pontificia Universitas Gregoriana, Facultas Theologiae, 1989, 230 Seiten (Dissertation in Deutsch)
- Duchovní smysl člověka dnes: od objektivního k existenciálnímu a věčnému (Der Sinn der Menschlichen Existenz nach der Existenzanalyse), Praha-Vyšehrad 2008, ISBN 978-80-7021-933-1 (Habilitationsarbeit in Deutsch)
- Sněm české katolické církve: obnova synodality, Praha-Vyšehrad 2000, ISBN 80-7021-322-1 (tschechisch)
- Religionistika I. Technická univerzita v Liberci. Pedagogická fakulta. Katedra filozofie, 79 Seiten, Liberec, Tschechien 2002. ISBN	8070836199 und  ISBN 978-80-7083-619-4
- Internationales Zentrum der geistlichen Erneuerung Haindorf, Hejnice 2000.

## Filmografie
- Das Glasmacherland: Im böhmischen Isergebirge. Ein Film von Dagmar Wittmers 2008
- Kirchturmgeschichten aus Haindorf - Eine Wallfahrt in Böhmen. Ein Film von Josef Cyrus 2010
- Cesty víry: Pravda o zázracích v městečku Hejnice(tschechisch)